# A Night in Town
A Night in Town est un film muet américain réalisé par Phillips Smalley, sorti en 1913.

## Fiche technique
- Réalisation : Phillips Smalley
- Durée : 5 minutes
- Société de production : Crystal Film Company
- Date de sortie : 
  - États-Unis : 2 mars 1913

## Distribution
- Pearl White : Nellie Thomas, la bonne
- Chester Barnett : le valet de pied